# Aparición en el camino de Emaús

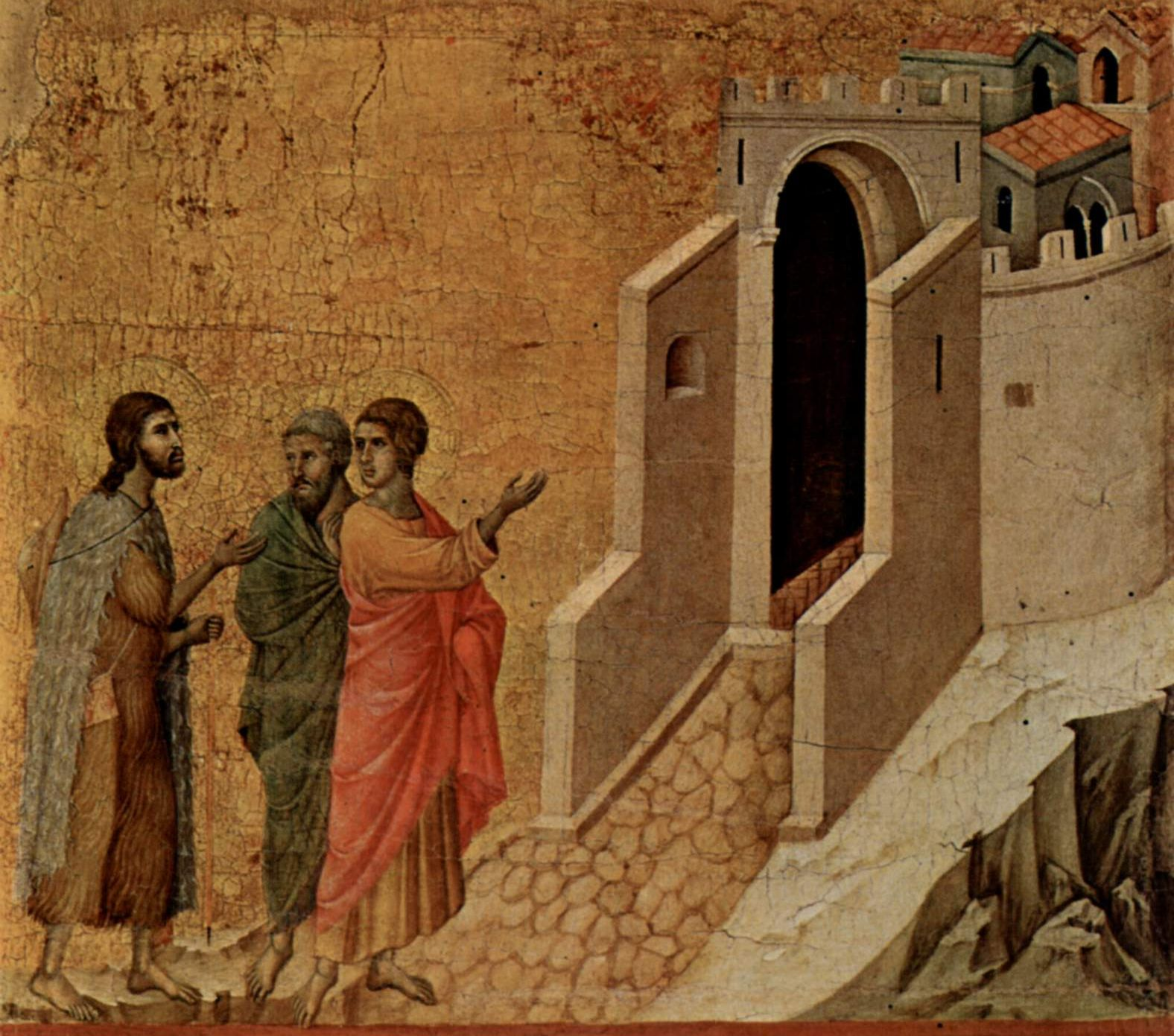
Jesús y los dos discípulos Camino de Emaús, obra de Duccio, 1308-1311, Museo dell'Opera del Duomo, Siena

Según el Evangelio de Lucas, la aparición en el camino de Emaús es una de las primeras apariciones de Jesús después de la su crucifixión y el descubrimiento de la tumba vacía. Tanto el encuentro en el camino a Emaús como la posterior cena de Emaús, que representa la comida que Jesús tuvo con dos discípulos después del encuentro en el camino, han sido temas populares en el arte.

## Relatos bíblicos

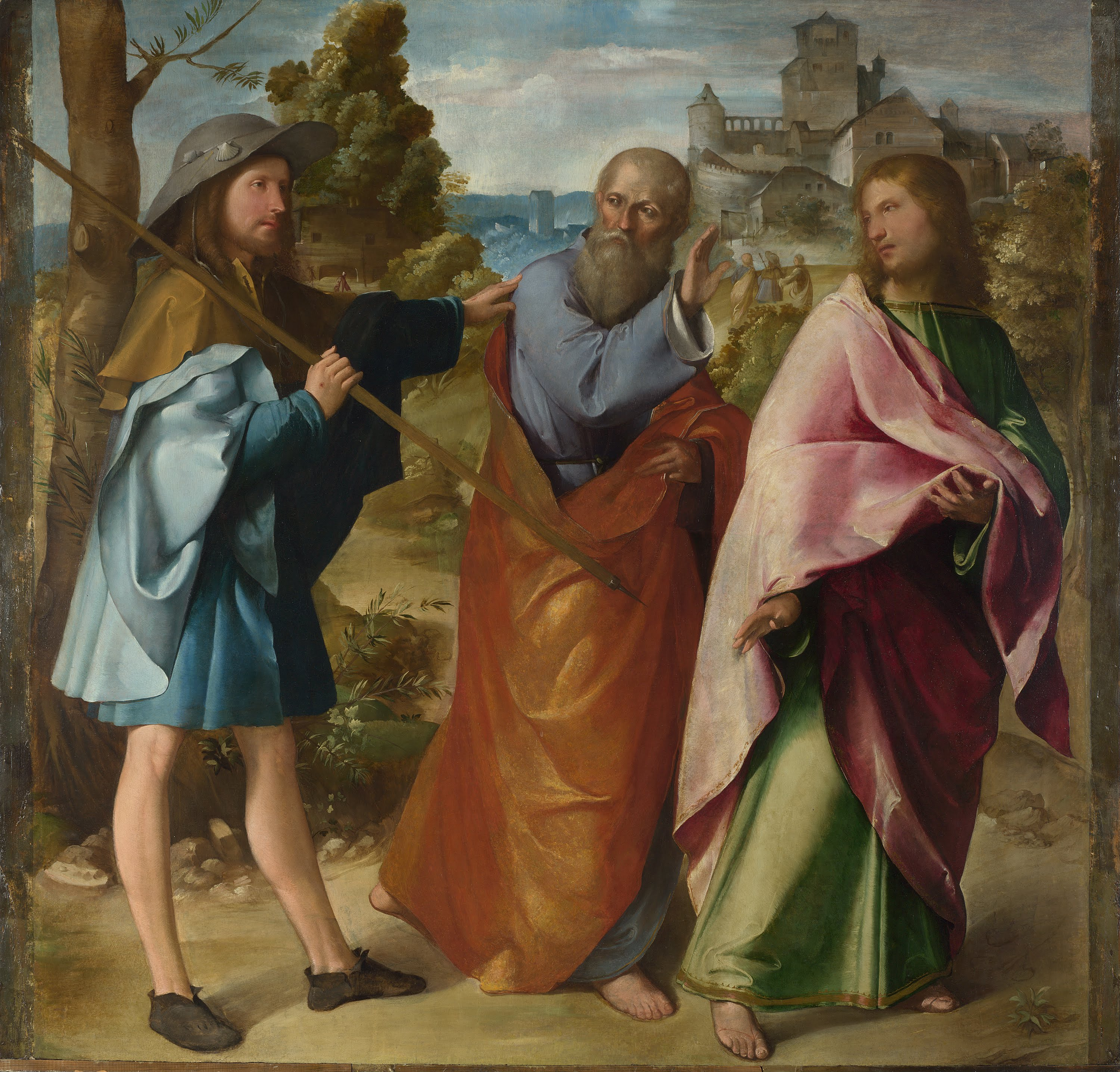
Altobello Melone - El camino de Emaús

N. T. Wright considera la detallada narración del viaje a Emaús en Lucas 24:13-35 como uno de los mejores esbozos de una escena bíblica en el Evangelio de Lucas. Jan Lambrecht, citando a D. P. Moessner, escribe: "el relato de Emaús es uno de los 'logros literarios más exquisitos' de Lucas". Describe el encuentro en el camino de Emaús y la cena en Emaús, y afirma que un discípulo llamado Cleofás caminaba hacia Emaús con otro discípulo cuando se encontraron con Jesús. No le reconocieron, y comentaron con él su tristeza por los últimos acontecimientos. Le convencieron para que fuera a comer con ellos, y en la comida le reconocieron.
- Según  Marcos (16; 12-13)

Después de esto se apareció, bajo distinta figura, a dos de ellos que iban de camino a una aldea; también ellos regresaron y lo comunicaron a los demás, pero tampoco les creyeron.

- Según Lucas (24; 13-35)

Ese mismo día, dos de ellos se dirigían a una aldea llamada Emaús, que distaba de Jerusalén sesenta estadios. Iban conversando entre sí de todo lo que había acontecido. Y mientras comentaban y discutían, el propio Jesús se acercó y se puso a caminar con ellos, aunque sus ojos eran incapaces de reconocerle. Y les dijo: —¿De qué veníais hablando entre vosotros por el camino? Y se detuvieron entristecidos. Uno de ellos, que se llamaba Cleofás, le respondió: —¿Eres tú el único forastero en Jerusalén que no sabe lo que ha pasado allí estos días? Él les dijo: —¿Qué ha pasado? Y le contestaron: —Lo de Jesús el Nazareno, que fue un profeta poderoso en obras y palabras delante de Dios y ante todo el pueblo: cómo los príncipes de los sacerdotes y nuestros magistrados lo entregaron para ser condenado a muerte y lo crucificaron. Sin embargo nosotros esperábamos que él sería quien redimiera a Israel. Pero con todo, es ya el tercer día desde que han pasado estas cosas. Bien es verdad que algunas mujeres de las que están con nosotros nos han sobresaltado, porque fueron al sepulcro de madrugada y, como no encontraron su cuerpo, vinieron diciendo que habían tenido una visión de ángeles, que les dijeron que está vivo. Después fueron algunos de los nuestros al sepulcro y lo hallaron tal como dijeron las mujeres, pero a él no le vieron. Entonces Jesús les dijo: —¡Necios y torpes de corazón para creer todo lo que anunciaron los Profetas! ¿No era preciso que el Cristo padeciera estas cosas y así entrara en su gloria? Y comenzando por Moisés y por todos los Profetas les interpretó en todas las Escrituras lo que se refería a él. Llegaron cerca de la aldea adonde iban, y él hizo ademán de continuar adelante. Pero le retuvieron diciéndole: —Quédate con nosotros, porque se hace tarde y está ya anocheciendo. Y entró para quedarse con ellos. Y cuando estaban juntos a la mesa tomó el pan, lo bendijo, lo partió y se lo dio. Entonces se les abrieron los ojos y le reconocieron, pero él desapareció de su presencia. Y se dijeron uno a otro: —¿No es verdad que ardía nuestro corazón dentro de nosotros, mientras nos hablaba por el camino y nos explicaba las Escrituras? Y al instante se levantaron y regresaron a Jerusalén, y encontraron reunidos a los once y a los que estaban con ellos, que decían: —El Señor ha resucitado realmente y se ha aparecido a Simón. Y ellos se pusieron a contar lo que había pasado en el camino, y cómo le habían reconocido en la fracción del pan.

### Tema
Aunque puede decirse que su tema principal es probar la resurrección por la aparición de Jesús, esta narración parece no decir nada sobre probar el acontecimiento. R. W. L. Moberly sugiere que "el relato se entiende mejor como una exposición de la cuestión hermenéutica del discernimiento, centrándose específicamente en la pregunta: '¿Cómo discierne uno a Cristo resucitado? Alfred McBride dice que el relato de Emaús se refiere a "la evolución de la conciencia de los dos discípulos, desde la desesperación por la muerte de Cristo hasta la fe en su resurrección". Utilizado para percibir el crecimiento espiritual cristiano, este relato se considera un modelo para el propio viaje de los cristianos hacia una fe más profunda y un instrumento para ayudar a otros a hacer el mismo viaje.

### Paralelismos
El Evangelio de Marcos tiene un relato similar que describe la aparición de Jesús a dos discípulos mientras caminaban por el campo, más o menos en el mismo momento de la narración evangélica, aunque no nombra a los discípulos ni el destino como Emaús:

Después Jesús se apareció en otra forma a dos de ellos mientras caminaban por el campo. Estos volvieron y se lo contaron a los demás; pero tampoco ellos les creyeron.

También se ha sugerido que la historia del eunuco etíope (Hechos 8:26-40) es un "paralelo muy discutido" del relato de Emaús, ya que existen algunas similitudes reconocibles entre ambos. Lambrecht dice: "Cada acontecimiento culmina con un ritual, la fracción y distribución del pan en Emaús y el bautismo del etíope en el camino. [...] Lo que permanece como tema común en ambos relatos es la necesaria conexión hermenéutica entre las Escrituras y el acontecimiento de Jesús. Las Escrituras deben interpretarse a la luz de 'la buena nueva de Jesús' ( Hechos;8) y los acontecimientos de Jesús sólo pueden entenderse a la luz de las Escrituras (Lucas 24)"."

### Discípulo anónimo

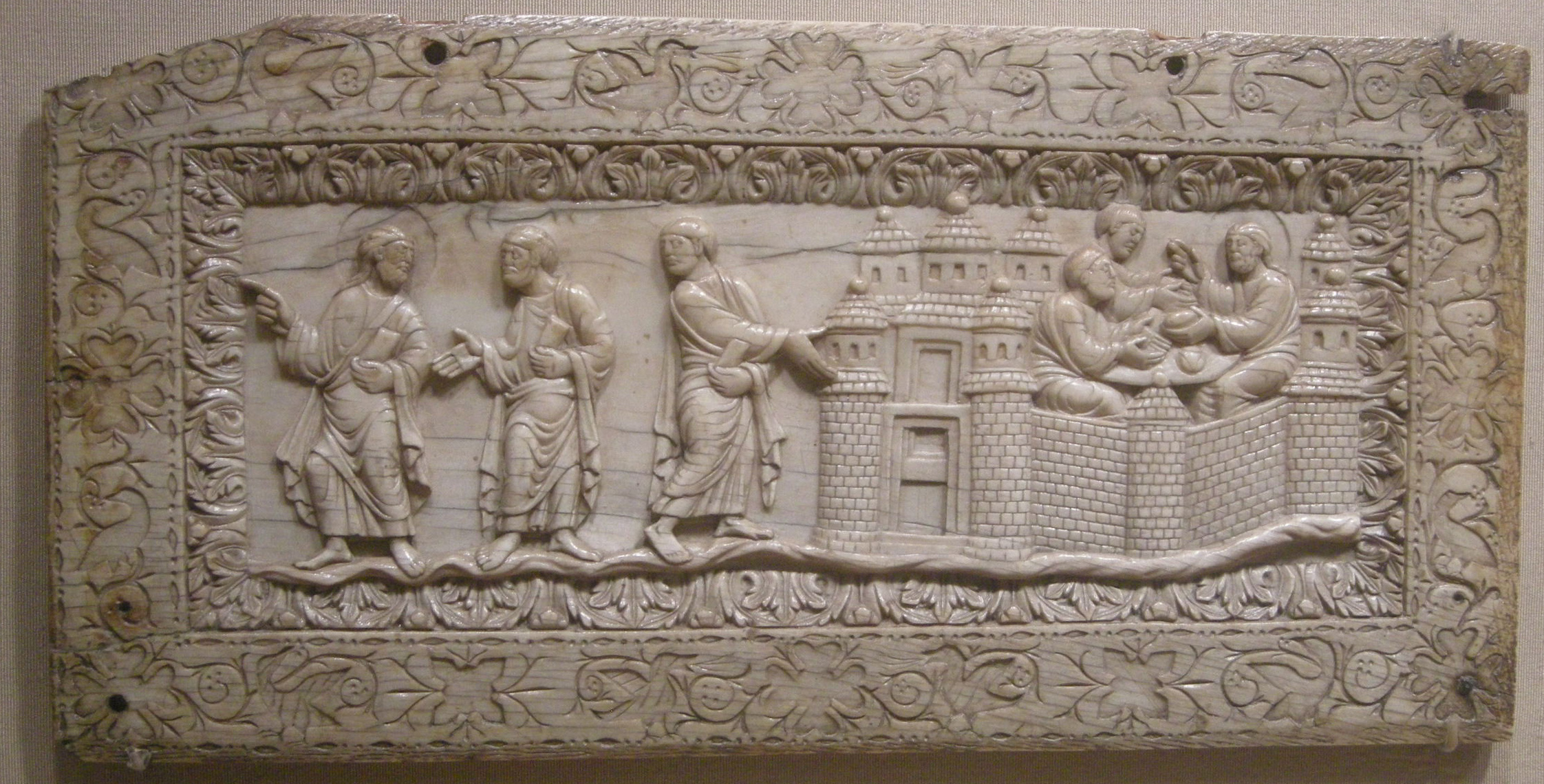
Ivory relief, Metz

Se han propuesto muchos nombres para el discípulo que acompañaba a Cleofás. Entre los que se han sugerido: Simón/Simeón, según varios documentos y manuscritos; Ammaón/Amaon, que puede ser un error ortográfico de "Symeon", según San Ambrosio; Natanael, según el Panarion de San Epifanio; Nicodemo, según el Evangelio apócrifo árabe de Juan; Lucas Evangelista, según el Libro de la abeja; Felipe el Diácono; Santiago, hermano de Jesús; y María, esposa (o posiblemente hija) de Cleofás, considerada la misma persona que Cleofás.
John Gillman, en un Festschrift a Jan Lambrecht, escribe que "el hecho de que Lucas no identifique al compañero de Cleofás ni por su nombre ni por su sexo bien puede ser una estrategia para invitar al lector a identificarse implícitamente con esa persona y, por tanto, a hacer el viaje como compañero de Cleofás"."

### El camino de Emaús
Los dos seguidores iban por el camino, en dirección a Emaús, sumidos en una discusión solemne y seria, cuando Jesús se encontró con ellos. No pudieron reconocer a Jesús y lo vieron como un extraño. En Homilías sobre los Evangelios (Hom. 23), Gregorio Magno dice:

No tenían, en efecto, fe en él, y sin embargo hablaban de él. El Señor, por tanto, se les aparecía, pero no les mostraba un rostro que pudieran reconocer. De este modo, el Señor representaba exteriormente, ante sus ojos físicos, lo que ocurría en su interior, ante los ojos de su corazón. Porque en su interior le amaban y dudaban de él al mismo tiempo; por eso el Señor se les presentaba exteriormente, y al mismo tiempo no les revelaba su identidad. Puesto que hablaban de él, les mostraba su presencia, pero como dudaban de él, les ocultaba la apariencia por la que podrían haberlo reconocido.

Jesús dejó que contaran sus angustias y dolores; dejó que se afligieran y lloraran expresando las causas profundas. Jesús los escuchó con énfasis, que vertieron sus crisis y dudas, y utilizó las escrituras para que pudieran comprender mejor "el sufrimiento y la gloria". Durante el viaje a Emaús, según Alfred McBride, Jesús guio pacientemente a los dos discípulos "de la desesperanza a la celebración" y también se propuso alimentar la fe de los dos discípulos hasta el punto de que pudieran véase "su presencia real en la fracción del pan".
Desde una perspectiva pastoral, John Mossi escribe que meditar sobre la "Peregrinación de Emaús" puede ayudar a uno cuando experimenta sus propias "noches oscuras". Durante este proceso, según Mossi, uno debería darse cuenta de que Jesús camina compasivamente como un amigo en el propio viaje, escucha con empatía las penas y vacilaciones de uno, y pasa tiempo de calidad acompañando a uno en el proceso de curación interior.

### "Quédate con nosotros"
Lucas 24:28-29 afirma que Jesús se quedó a cenar con los dos discípulos después del encuentro en el camino:

Cuando se acercaban a la aldea a la que se dirigían, Jesús hizo como si se fuera más lejos. Pero ellos le exhortaron con insistencia: Quédate con nosotros, pues se acerca la noche; el día está a punto de terminar. Así que entró para quedarse con ellos.

Los dos discípulos mostraron su apertura y cariño hacia el desconocido forastero, que es Jesús, invitándole a quedarse con ellos, a comer y a compartir compañía. Lambrecht sostiene que tales actitudes hicieron que Jesús pudiera cambiarlos profundamente: "Mediante el ofrecimiento de hospitalidad, los compañeros de Emaús pudieron trascender su preocupación por sí mismos, su tristeza, su necedad y su lentitud de corazón, preparándose así para la experiencia reveladora en torno a la mesa en la que se alimentaron"."

### Cena en Emaús
Al principio, Jesús se aparece a Cleofás y a otro discípulo, pero "tenían los ojos tapados", de modo que no pudieron reconocerlo. Más tarde, "al partir el pan" (Lucas 24:30), "se les abrieron los ojos" y lo reconocieron (Lucas 24:31). B. P. Robinson argumenta que esto significa que la Biblia no dice nada sobre Jesús. Robinson argumenta que esto significa que el reconocimiento se produjo en el transcurso de la comida, mientras que Raymond Blacketer señala que "muchos, quizá incluso la mayoría, de los comentaristas, antiguos y modernos e intermedios, han visto en la revelación de la identidad de Jesús al partir el pan algún tipo de referente o implicación  eucarística. "
En su carta apostólica Mane nobiscum Domine, Juan Pablo II dice que cuando los dos discípulos instaron a Jesús a quedarse con ellos, Jesús respondió después dándoles un modo de quedarse en él, entrando en "una profunda comunión con Jesús" a través del "Sacramento de la Eucaristía" (cf. Juan 15:4). Poco después de que Jesús accediera a su petición de quedarse, según el Papa, "el rostro de Jesús desaparecía, pero el Maestro 'se quedaba' con ellos, oculto en la 'fracción del pan' que les había abierto los ojos para reconocerlo. [...] Cuando las mentes se iluminan y los corazones se encienden, los signos comienzan a 'hablar'"

### Vuelta a Jerusalén
Lucas 24:32 afirma que los corazones de los dos discípulos estaban "ardiendo" durante su conversación con Jesús en el camino a Emaús, especialmente cuando les explicó las Escrituras. Habían pasado por "un viaje que simbolizaba su cambio de corazón de 'triste' a 'ardiente', e inmediatamente regresaron a Jerusalén para compartir su experiencia con otros compañeros (Lucas 24:33).
Alfred McBride dice que "el entusiasmo inundó todo su ser" cuando los dos discípulos "encontraron a Cristo resucitado" en la cena de Emaús. Sentían la necesidad de compartir su felicidad y la buena nueva con otro, de modo que estaban dispuestos a recorrer un largo camino de regreso a Jerusalén. Juan Pablo II sostiene que los dos discípulos comprendieron "el deber de ser misioneros" después de "entrar en comunión con Cristo" en el acontecimiento de la cena, lo relaciona con la despedida al final de la Celebración eucarística.

## Comentarios de la Iglesia católica
En el episodio de Emaús, se establece un vínculo entre el anuncio de la Resurrección y las apariciones a los Once. Complementa el episodio anterior, ya que al regresar los discípulos a Jerusalén, los Once creen en la resurrección gracias al testimonio de Pedro. Este episodio sirve como preparación para la siguiente aparición, donde se destaca la realidad corporal del Señor. En el episodio de Emaús, se destaca la percepción de la realidad física de Jesús, subrayando el reconocimiento por parte de quienes le aman, en consonancia con Juan 20:11-17. La escena evoca fácilmente la tristeza y falta de esperanza de los discípulos, quienes esperaban un triunfo fallido. A pesar de sus nobles pero humanas razones, Jesús escucha: 

Jesús camina junto a aquellos dos hombres, que han perdido casi toda esperanza, de modo que la vida comienza a parecerles sin sentido. Comprende su dolor, penetra en su corazón, les comunica algo de la vida que habita en Él 

Frente a la sabiduría humana de los discípulos, Jesús pone la ciencia sagrada: la explicación de los acontecimientos como cumplimiento de las Escrituras enciende el corazón de aquellos discípulos, que quieren continuar caminando con Él. Así también obra Jesús en nosotros:

No se impone nunca, este Señor Nuestro. Quiere que le llamemos libremente, desde que hemos entrevisto la pureza del Amor, que nos ha metido en el alma. (…) Quédate con nosotros, porque nos rodean en el alma las tinieblas, y sólo Tú eres luz, sólo Tú puedes calmar esta ansia que nos consume 

Finalmente, le reconocen en la fracción del pan. Jesús les ha abierto la inteligencia y el corazón:

Sus corazones, por Él iluminados, recibieron la llama de la fe y se convirtieron de tibios en ardientes, al abrirles el Señor el sentido de las Escrituras. En la fracción del pan, cuando estaban sentados con Él a la mesa, se abrieron también sus ojos, con lo cual tuvieron la dicha inmensa de poder contemplar su naturaleza glorificada.

El relato de Emaús subraya la relevancia de la Sagrada Escritura y la Eucaristía en la Iglesia como fuentes para alimentar la fe en Cristo. Un tratado ascético antiguo también hacía hincapié en esta conexión significativa:

Tendré los libros santos para consuelo y espejo de vida, y, sobre todo esto, el Cuerpo santísimo tuyo como singular remedio y refugio. (…) Sin estas dos cosas yo no podría vivir bien, porque la palabra de Dios es la luz de mi alma, y tu Sacramento el pan que da la vida 

## En el arte

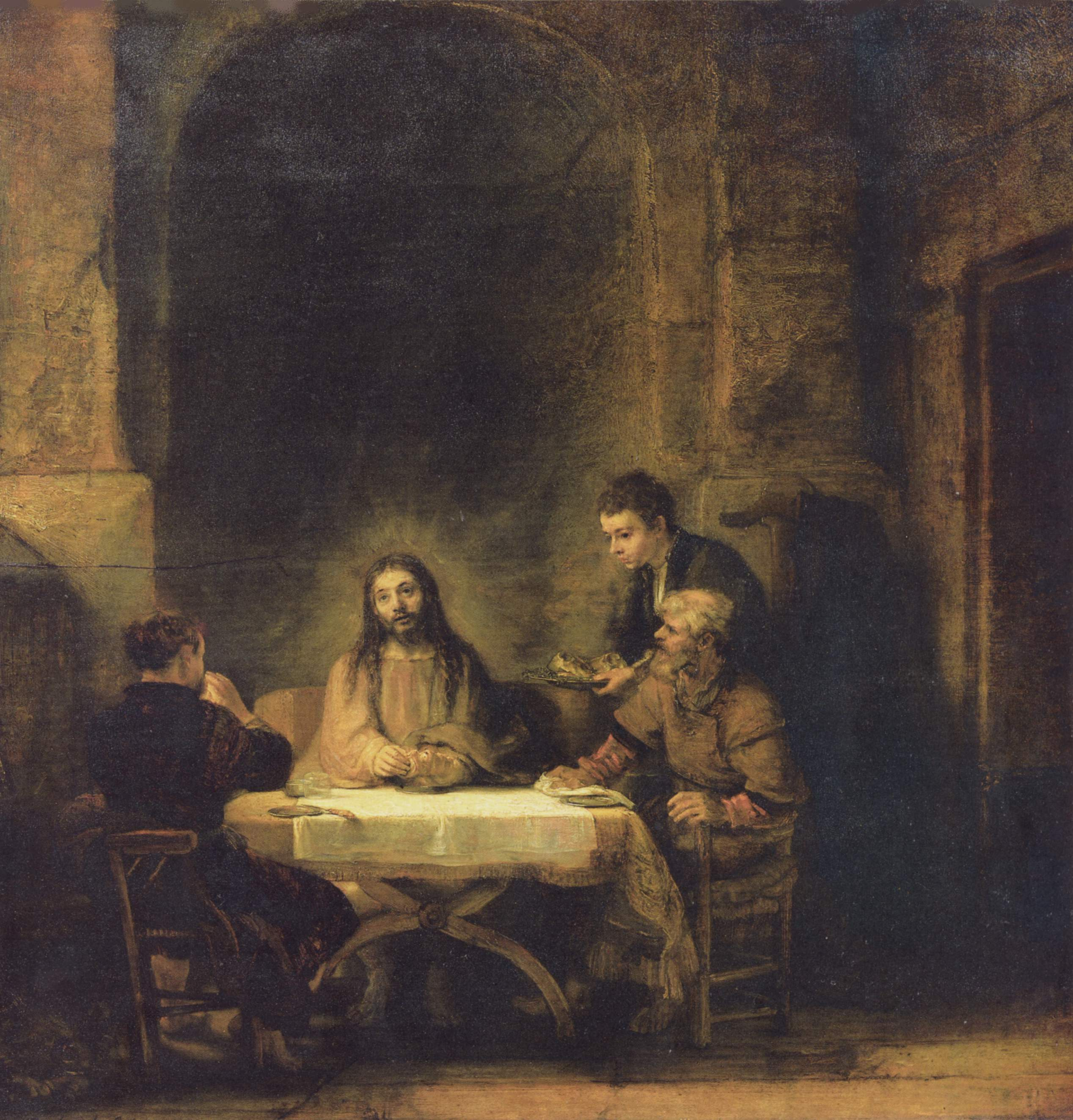
Cristo en Emaús de Rembrandt, 1648, Louvre

Tanto el encuentro en el camino como la cena posterior han sido representados en el arte, pero la cena ha recibido más atención.  El arte medieval tiende a mostrar un momento antes de que Jesús sea reconocido; Cristo lleva un gran sombrero flexible para ayudar a explicar la falta inicial de reconocimiento por parte de los discípulos. A menudo se trata de un gran sombrero de peregrino con insignias o, en raras ocasiones, un sombrero judío.  Sin embargo, la representación de la cena ha sido un tema más popular, al menos desde el Renacimiento, mostrando a Jesús comiendo con los discípulos. A menudo se muestra el momento del reconocimiento.
La representación de la cena de Rembrandt de 1648 se basa en el grabado que hizo seis años antes, en el que el discípulo de la izquierda se había levantado, con las manos juntas en oración. En ambas representaciones, los discípulos están sorprendidos y asombrados, pero no asustados. El criado es ajeno al momento teofánico que tiene lugar durante la cena.
La pintura en Londres de Caravaggio y su pintura en Milán tuvieron seis años de diferencia, y ambas imitan muy bien el color natural, pero ambas fueron criticadas por falta de decoro. Caravaggio representó a Jesús sin barba, y el cuadro de Londres muestra frutas en la mesa que están fuera de temporada. Además, el posadero aparece sirviendo con sombrero.
Algunos otros artistas que han retratado la cena son Jacopo Bassano, Pontormo, Vittore Carpaccio, Philippe de Champaigne, Alberto Durero,  Benedetto Gennari, Jacob Jordaens, Marco Marziale, Pedro Orrente, Tintoretto, Tiziano, Velázquez y Paolo Veronese. La cena fue también el tema de una de las falsificaciones más exitosas de Han van Meegeren sobre Vermeer.
En el arte literario, el tema de Emaús es tratado ya en el siglo XII por el poeta Durham Laurentius en un poema latino semidramático.

### Galería de arte

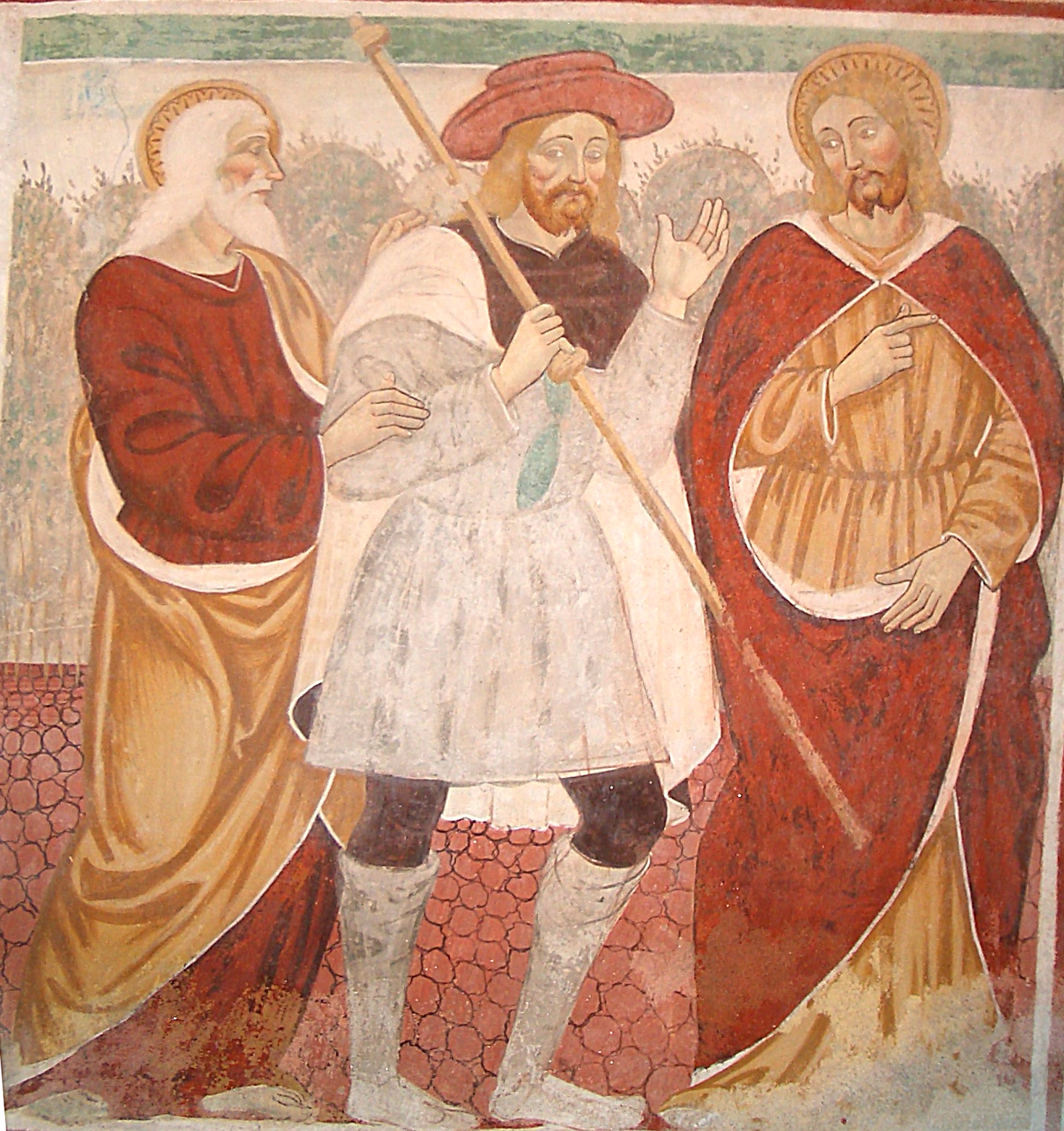
Encuentro en Emaús, en el Oratorio de la Santísima Trinidad en Momo, Italia, finales del siglo XV
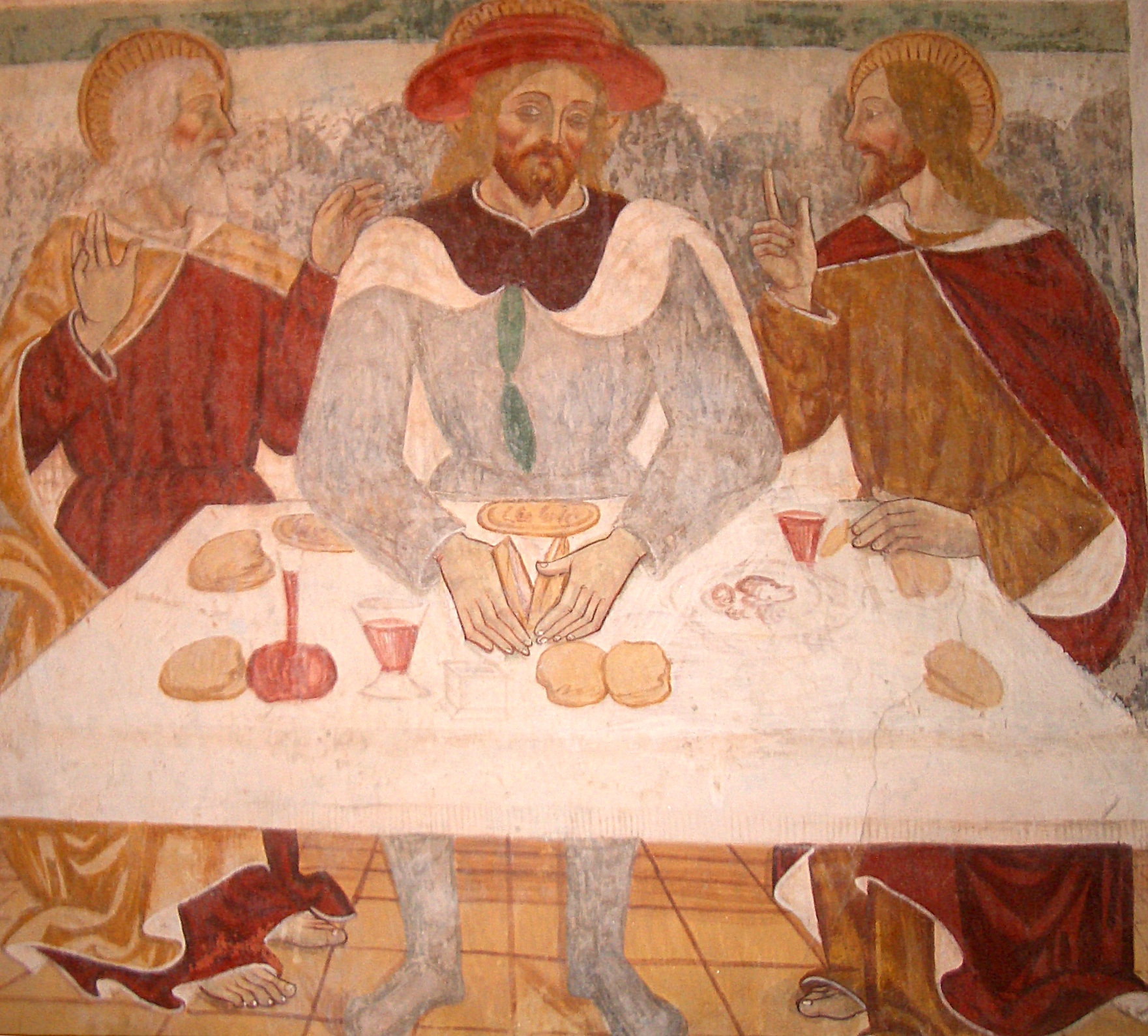
Cena en Emaús, en el Oratorio de la Santísima Trinidad en Momo, Italia, finales del siglo XV
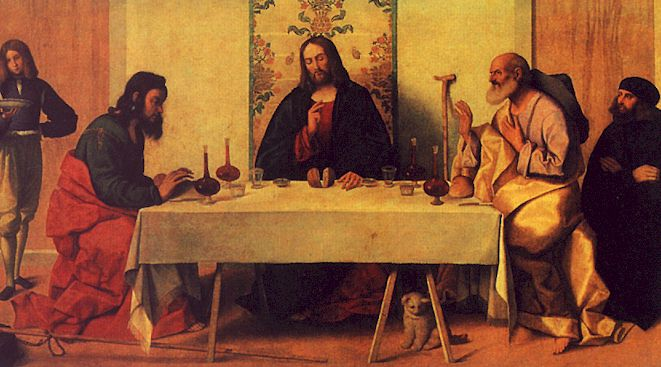
La Cena de Emaús, Vincenzo Catena, siglo XVI
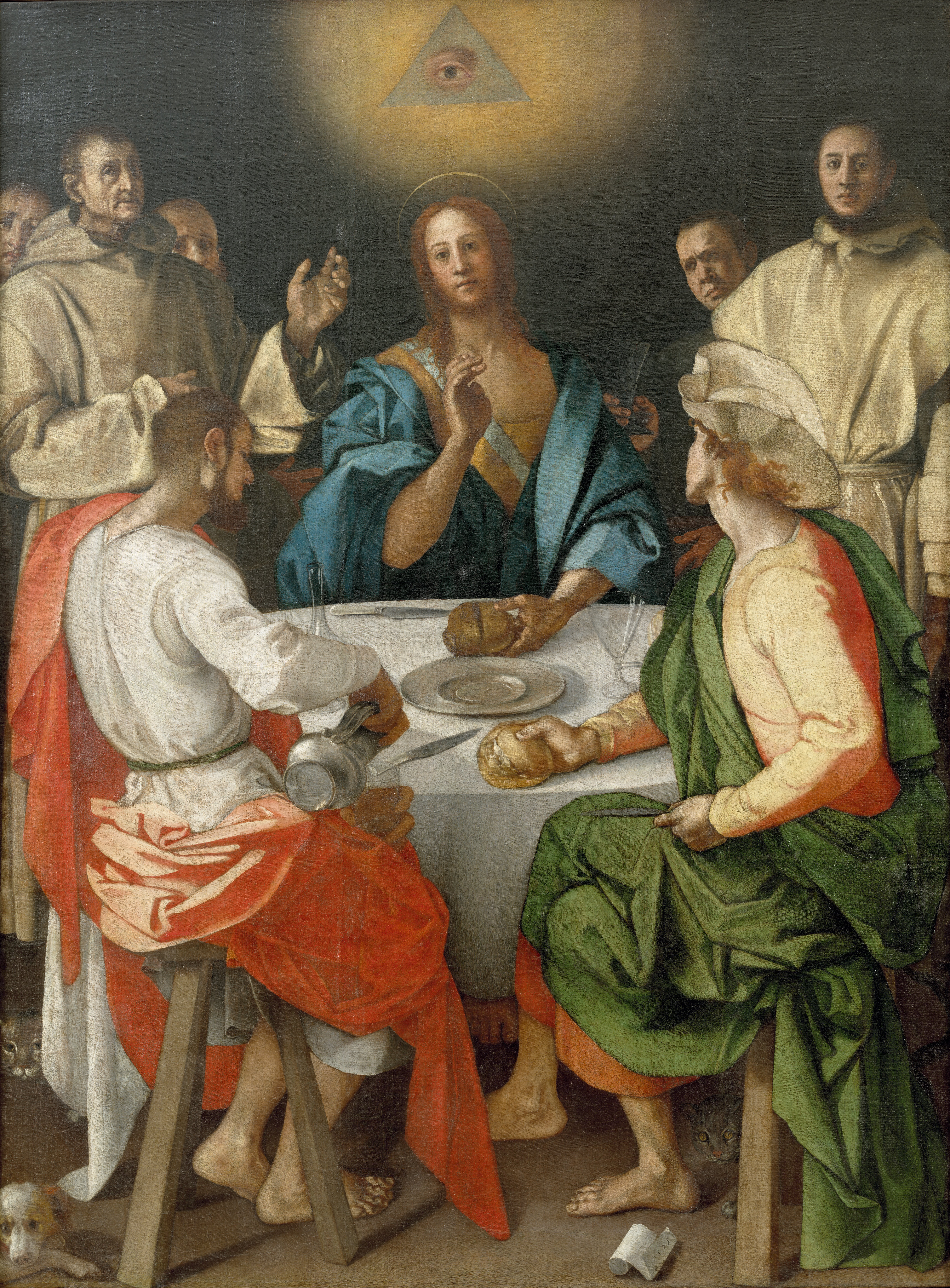
Cena en Emaús, una pintura de Jacopo Pontormo de 1525 que utiliza el Ojo de la Providencia
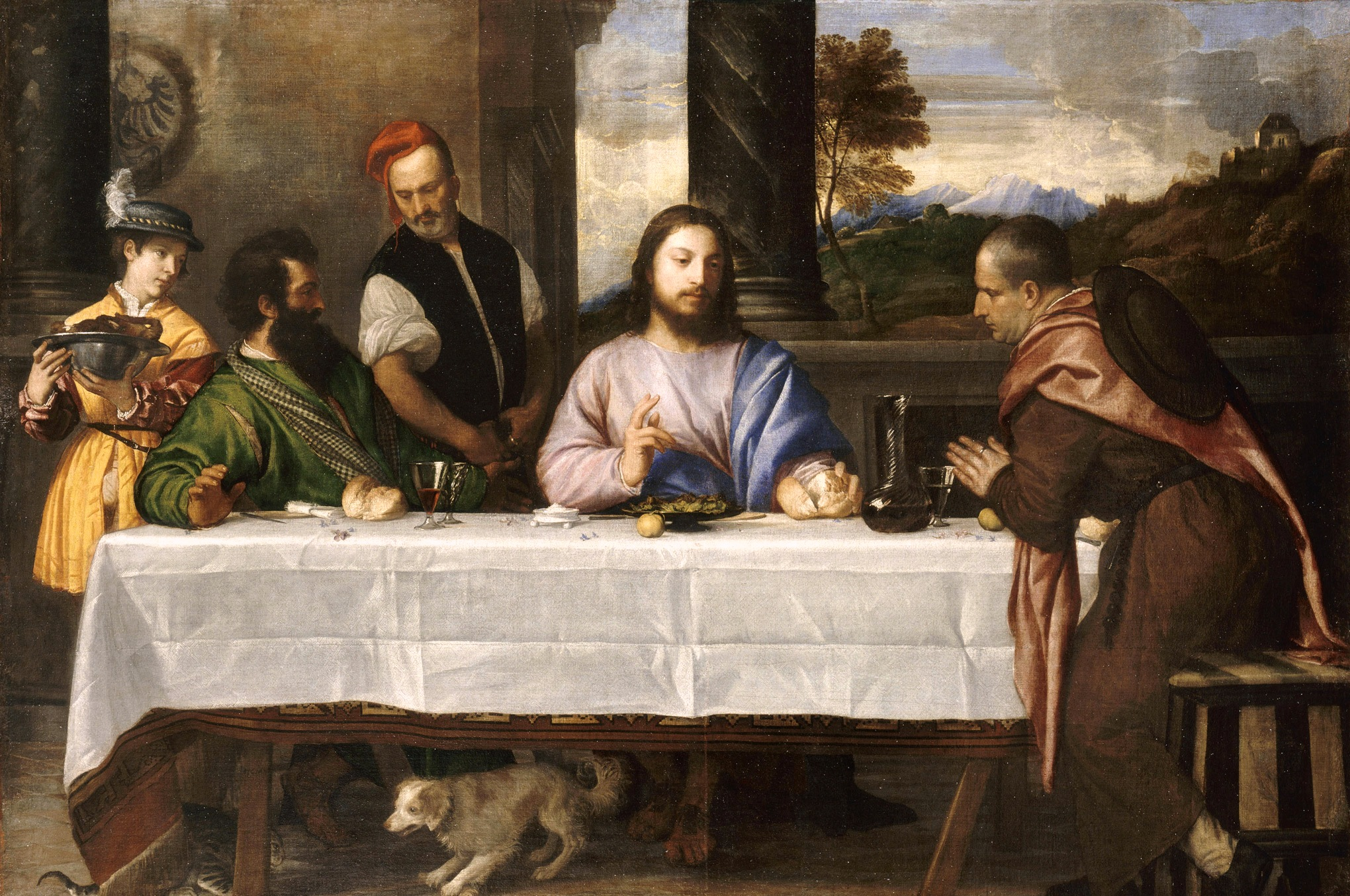
Peregrinos en Emaús, Tiziano, 1535, Louvre
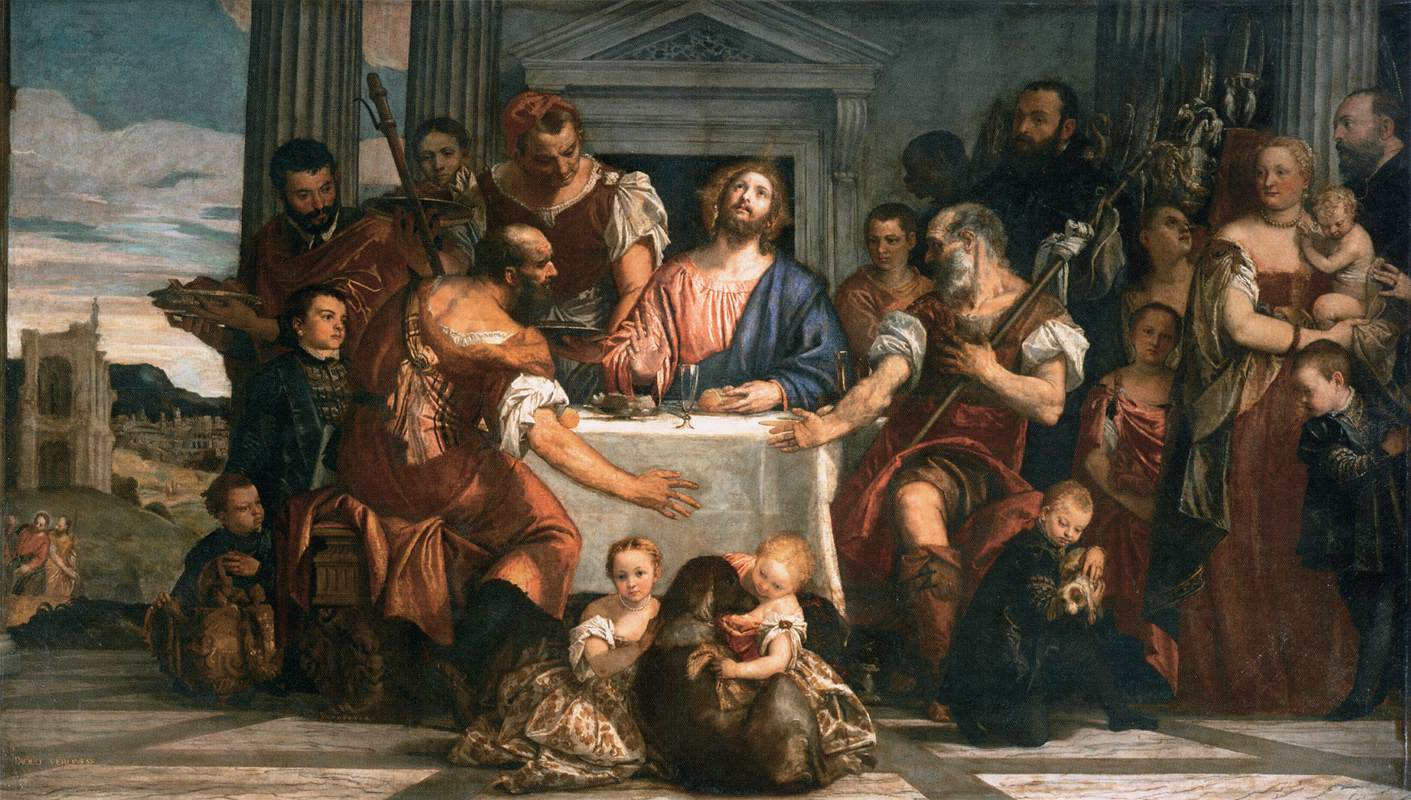
Cena en Emaús, Veronese, 1559, Louvre
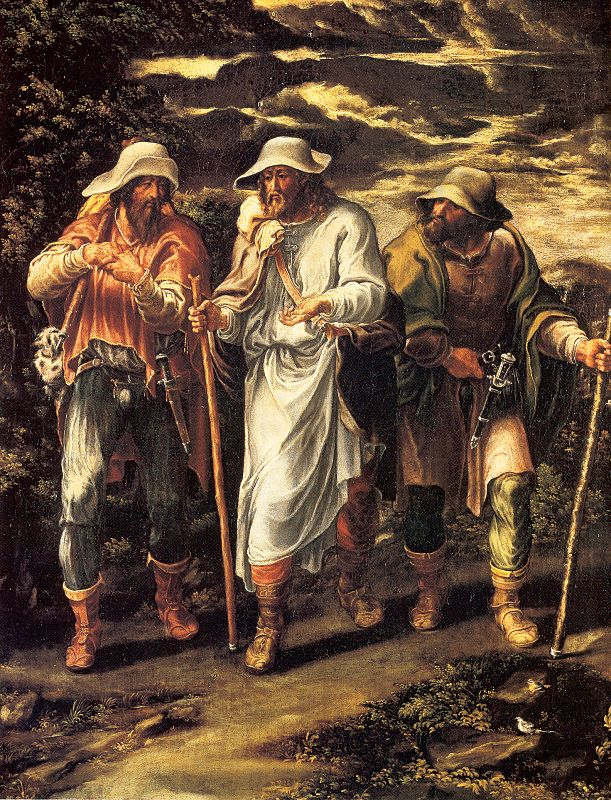
Camino de Emaús, de Lelio Orsi, 1560-1565
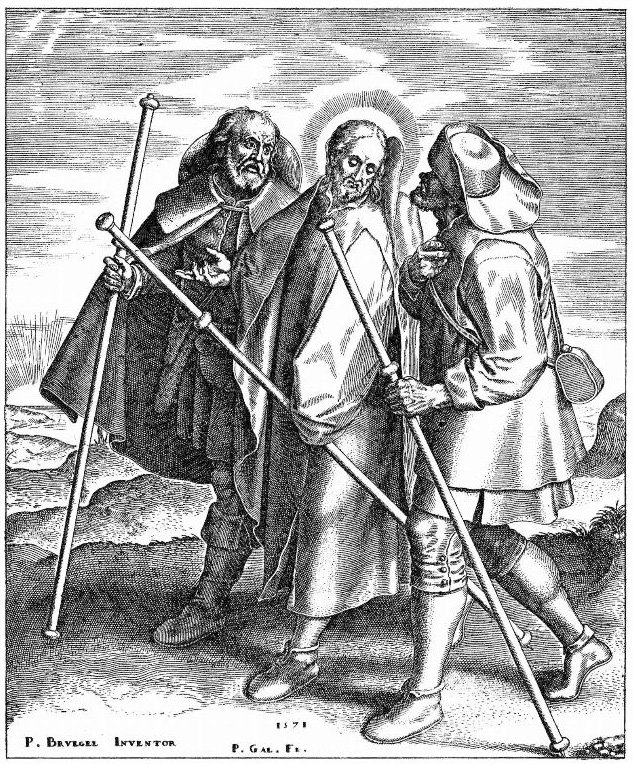
Jesús y los discípulos de Emaús, según Pieter Bruegel el Viejo, 1571
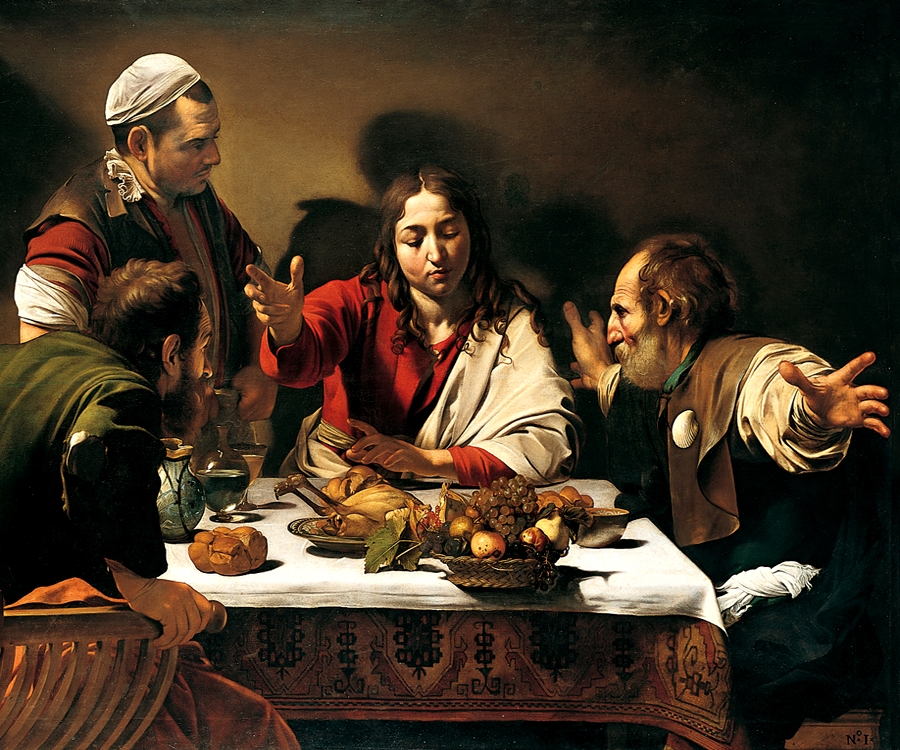
Cena en Emaús, Caravaggio, 1601, Londres
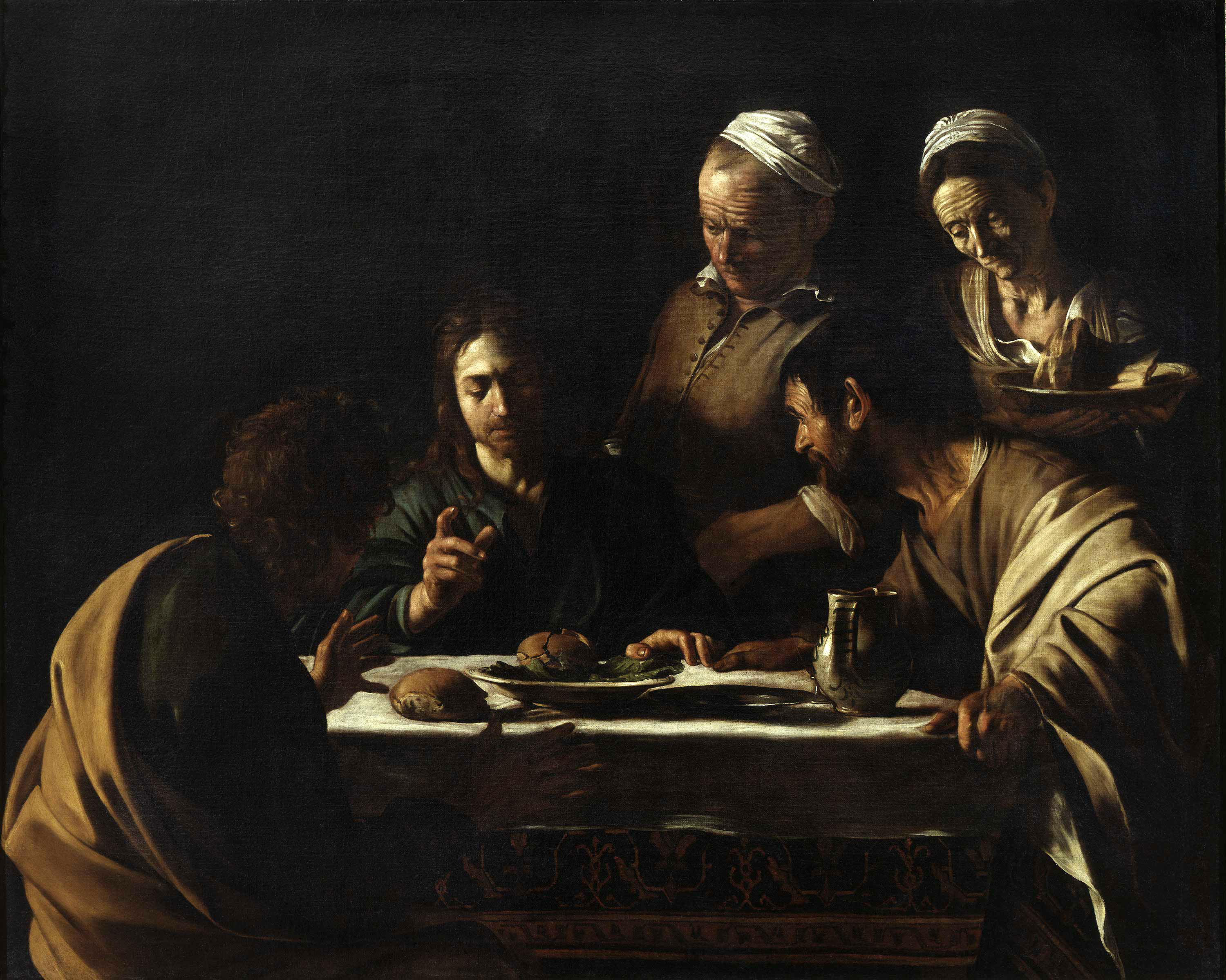
Cena de Emaús, Caravaggio, 1606, Milán
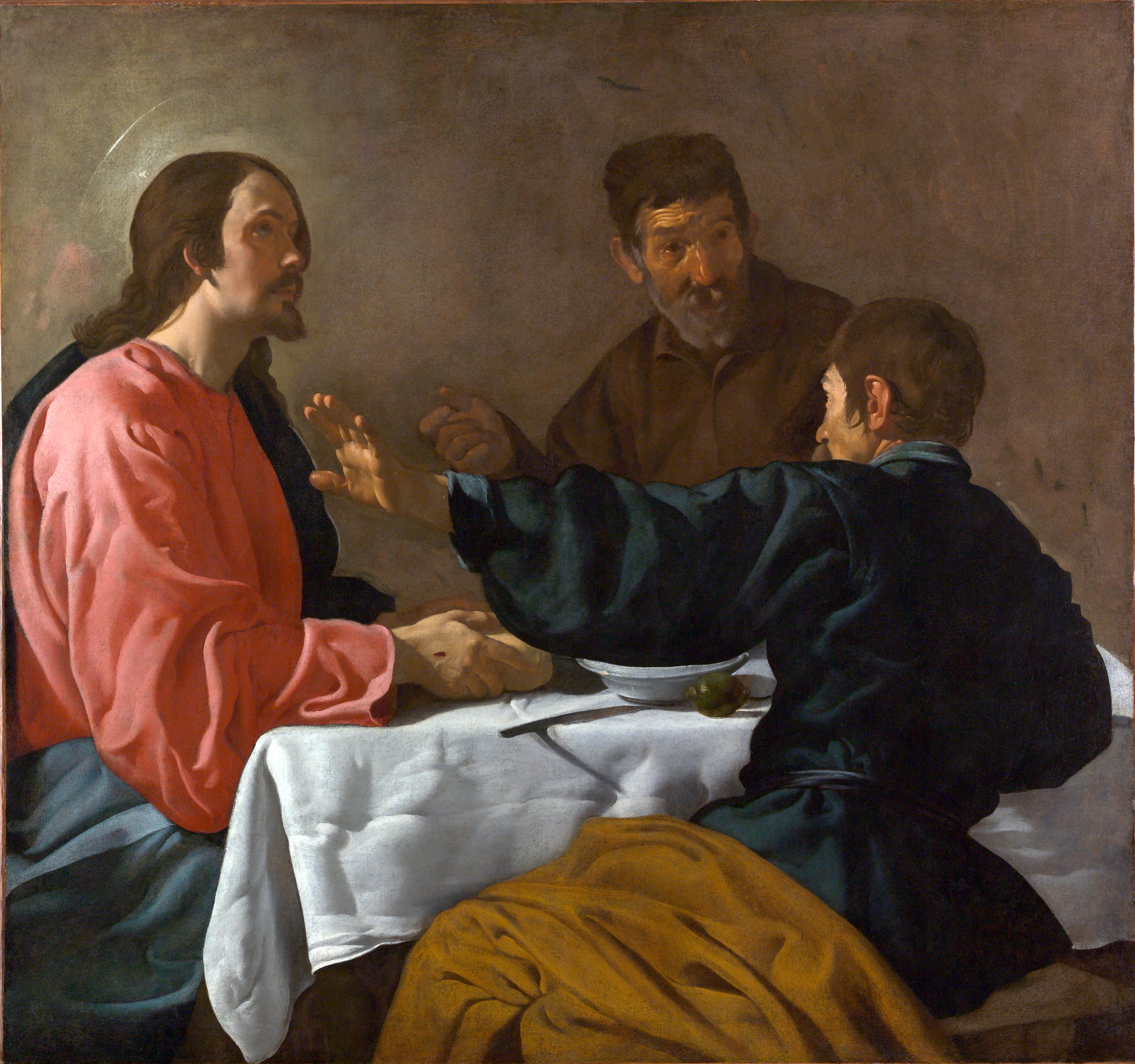
La cena de Emaús, Diego Velázquez, 1620, Nueva York
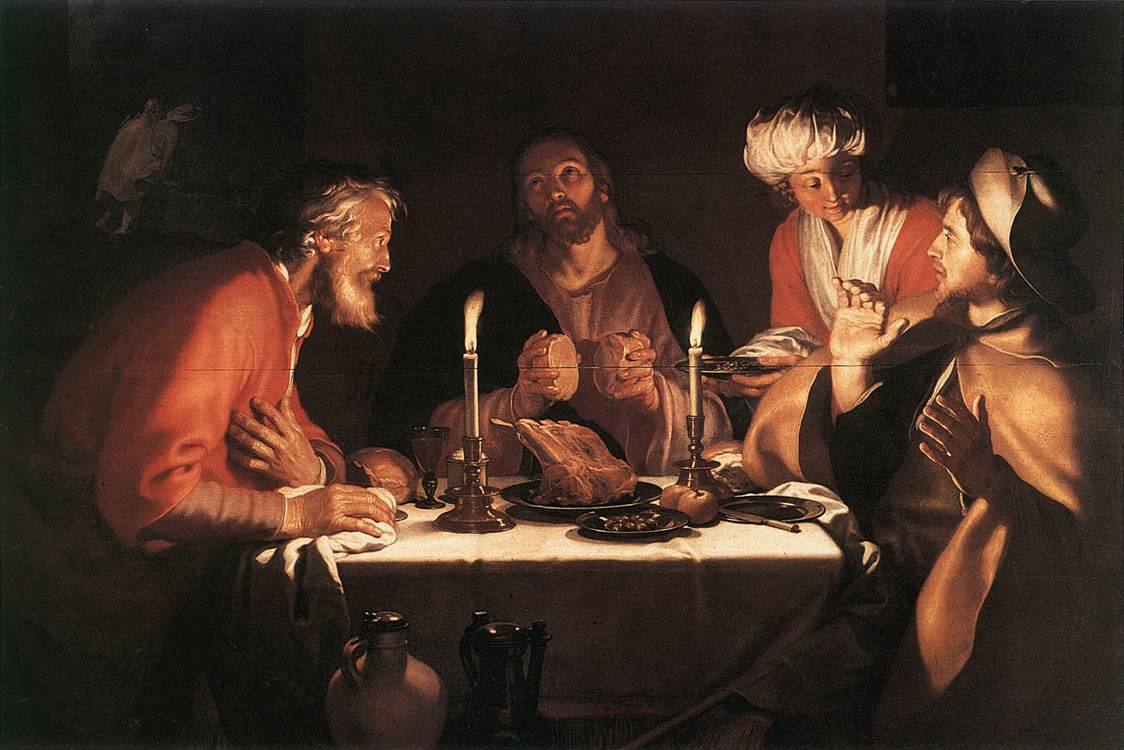
Los discípulos de Emaús, Abraham Bloemaert, 1622
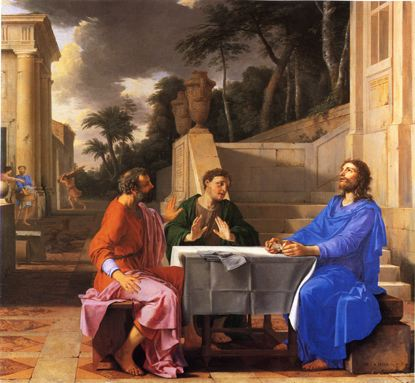
Apparition du Christ aux pélerins d'Emmaüs, Laurent de La Hyre, 1656
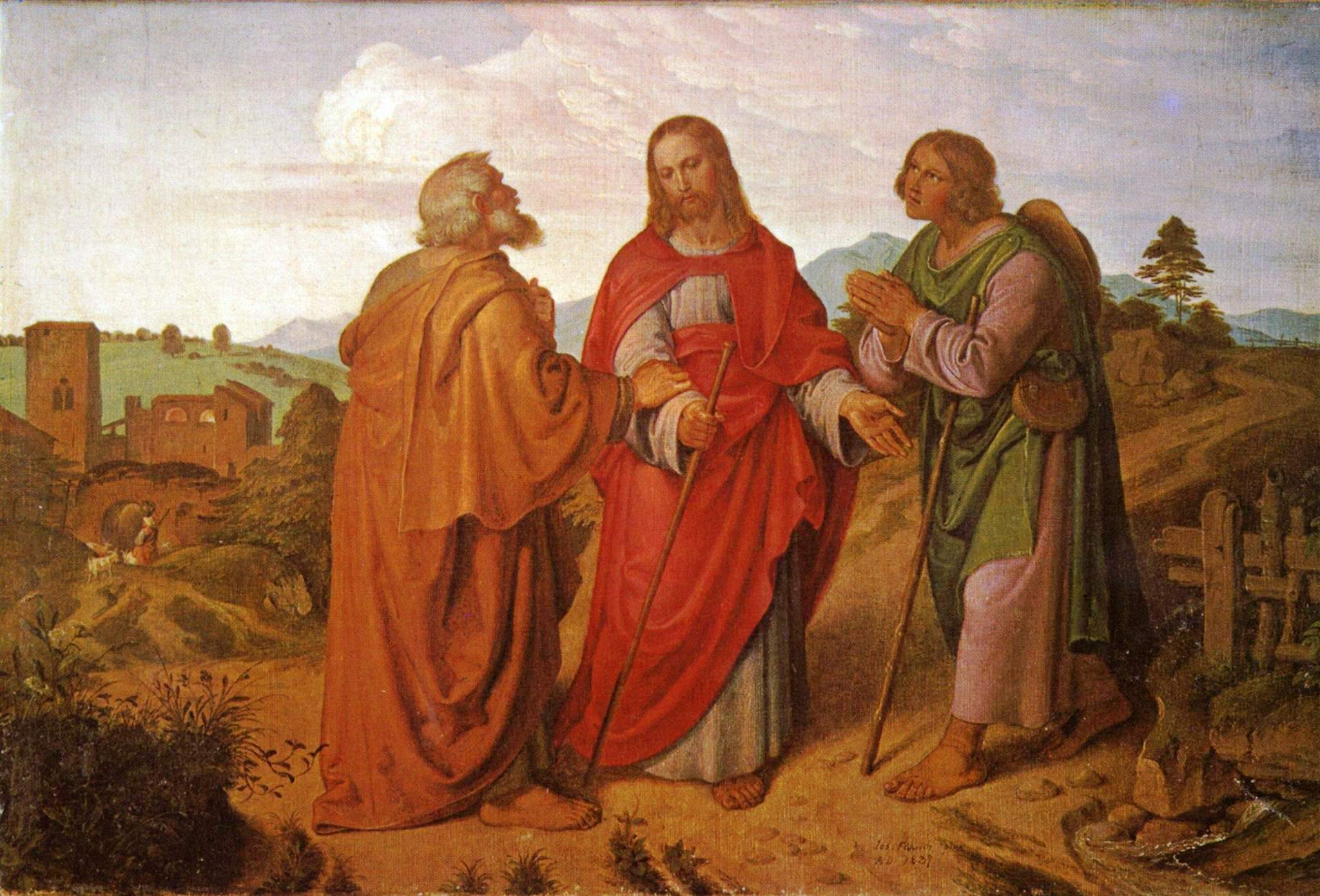
Der Gang nach Emmaus, Joseph von Führich, 1837
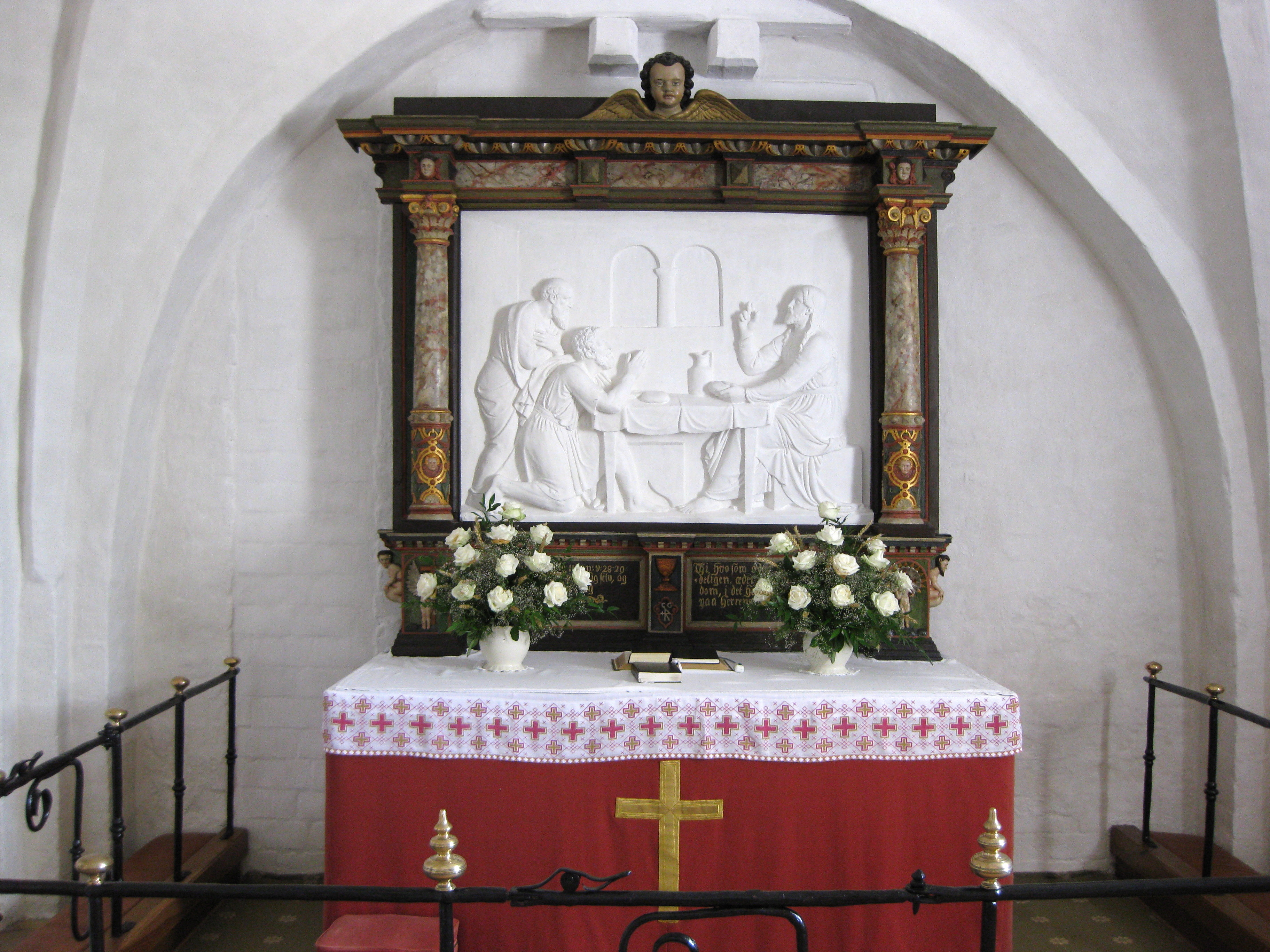
El altar de la Jungshoved Kirke. Escultura de Bertel Thorvaldsen (yeso). 1840s
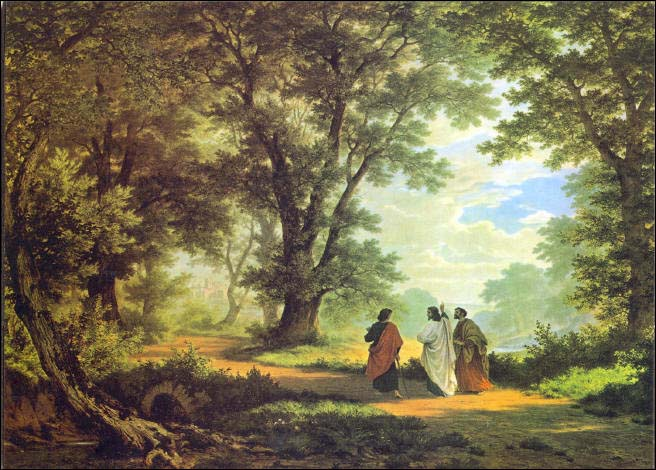
Gang nach Emmaus, Robert Zünd, 1877